# Emil Voigt
Emil Voigt, född den 31 januari 1883 i Manchester, död den 16 oktober 1973 i Auckland, var en brittisk friidrottare som tog guld på distansen 5 miles vid Olympiska sommarspelen 1908 i London. Voigt hade vunnit loppet över 4 miles vid de brittiska friidrottsmästerskapen 1908 och var därför en av favoriterna inför loppet som han vann före britten Eddie Owen. Han blev den andre och siste olympiske mästaren på distansen som ersattes av 5 000 meter och 10 000 meter vid Olympiaden 1912.
Han emigrerade till Australien 1911 efter att han vunnit ytterligare två gånger vid de brittiska friidrottsmästerskapen, 1 mile och 4 miles 1909. Där vann han ytterligare tre titlar under de följande tre åren innan han slutade med friidrotten 1914 då första världskriget bröt ut i Europa. Han blev istället en av de första pionjärerna inom austrlisk radio och startade radiostationen 2KY. Voigt flyttade tillbaka till England 1936 och senare till Nya Zeeland, där han avled 90 år gammal.